# Martin Škop
Martin Škop (* 1. září 1977 Moravský Krumlov) je český právník, sociolog a vysokoškolský učitel. Působí jako docent právní teorie na Právnické fakultě Masarykovy univerzity. V listopadu 2018 byl akademickým senátem fakulty navržen na funkci děkana, funkce se ujal 1. dubna následujícího roku.

## Život
V letech 1995–2000 studoval magisterský obor Právo na Právnické fakultě Masarykovy univerzity. Mezi roky 1998–2004 pak studoval bakalářský a posléze magisterský obor Sociologie na Fakultě sociálních studií Masarykovy univerzity, kde se zabýval zobrazováním digitálních médií v hraném sci-fi filmu a spojitostí práva s násilím. Téma práva a násilí rozvinul také roku 2006 ve své rigorózní práci. V letech 2000–2004 studoval doktorský program na Právnické fakultě Masarykovy univerzity, v rámci kterého se zabýval právem v postmoderní situaci.
V letech 2000–2002 působil jako právník Ekologického právního servisu a mezi roky 2002–2004 jako právník Ligy lidských práv. Od roku 2003 působí na Právnické fakultě Masarykovy univerzity, a to nejdříve jako asistent, po absolvování doktorského programu v roce 2004 jako odborný asistent a od habilitace v roce 2013 jako docent. Zároveň od roku 2013 pracuje jako asistent místopředsedkyně Ústavního soudu.

## Právo a umění
Martin Škop habilitoval s prací na téma Hledání příběhu: narativní obrat v právu. V ní obhajuje tezi, že krásná literatura může poskytnout užitečné cesty, jakými se můžeme vypořádat se základními právními otázkami. Právní texty totiž podle něj nejsou ničím jiným než literárními texty, a proto na ně můžeme používat stejné metody interpretace. Je tedy zastáncem oboru Law and Literature, který se zaměřuje na mezioborové spojení práva a literatury. Právo je podle Martina Škopa spíše uměním než vědou, a to právě s ohledem na metody, jakými se přistupuje k jeho zkoumání.
| „             | Právo, to nejsou jen texty právních předpisů. Je to samostatný a zvláštní svět. Je to také způsob myšlení plný interpretace, přesvědčování a příběhů. Na někoho může právo působit jako forma magie – vyvolává se slovy a dokáže před očima měnit svět. Je zvláštní formou jazyka, kterým se popisují složité vztahy mezi lidmi. Tento jazyk musí dokázat přesně popsat to, co právní normy vyžadují: podat příběhy lidí a příběhy norem tak, aby jim kterýkoli příjemce uvěřil a dobrovolně se jim podřídil. Když se o to právníci snaží, mohou využít slova, příběhy, interpretační metody, nebo jen svůj vliv. | “ |
| — Martin Škop | |   |

## Akademická samospráva
Je aktivní také v akademické samosprávě. V letech 2000–2002 byl členem Akademického senátu Fakulty sociálních studií Masarykovy univerzity, mezi roky 2009–2013 pak členem Akademického senátu Masarykovy univerzity. Od roku 2013 působil jako proděkan Právnické fakulty Masarykovy univerzity.
V roce 2018 kandidoval na děkana Právnické fakulty Masarykovy univerzity. Jeho protikandidáty byli Filip Křepelka a dosavadní děkanka Markéta Selucká. Ve svém volebním programu upozorňoval zejména na chybějící diskusi o koncepci magisterského studijního programu. Společně s Filipem Křepelkou postoupil do druhého kola volby, kde zvítězil poměrem 15:4 hlasů. Akademickým senátem fakulty byl tedy navržen na funkci děkana.